# Câmara Municipal Velha (Legnica)

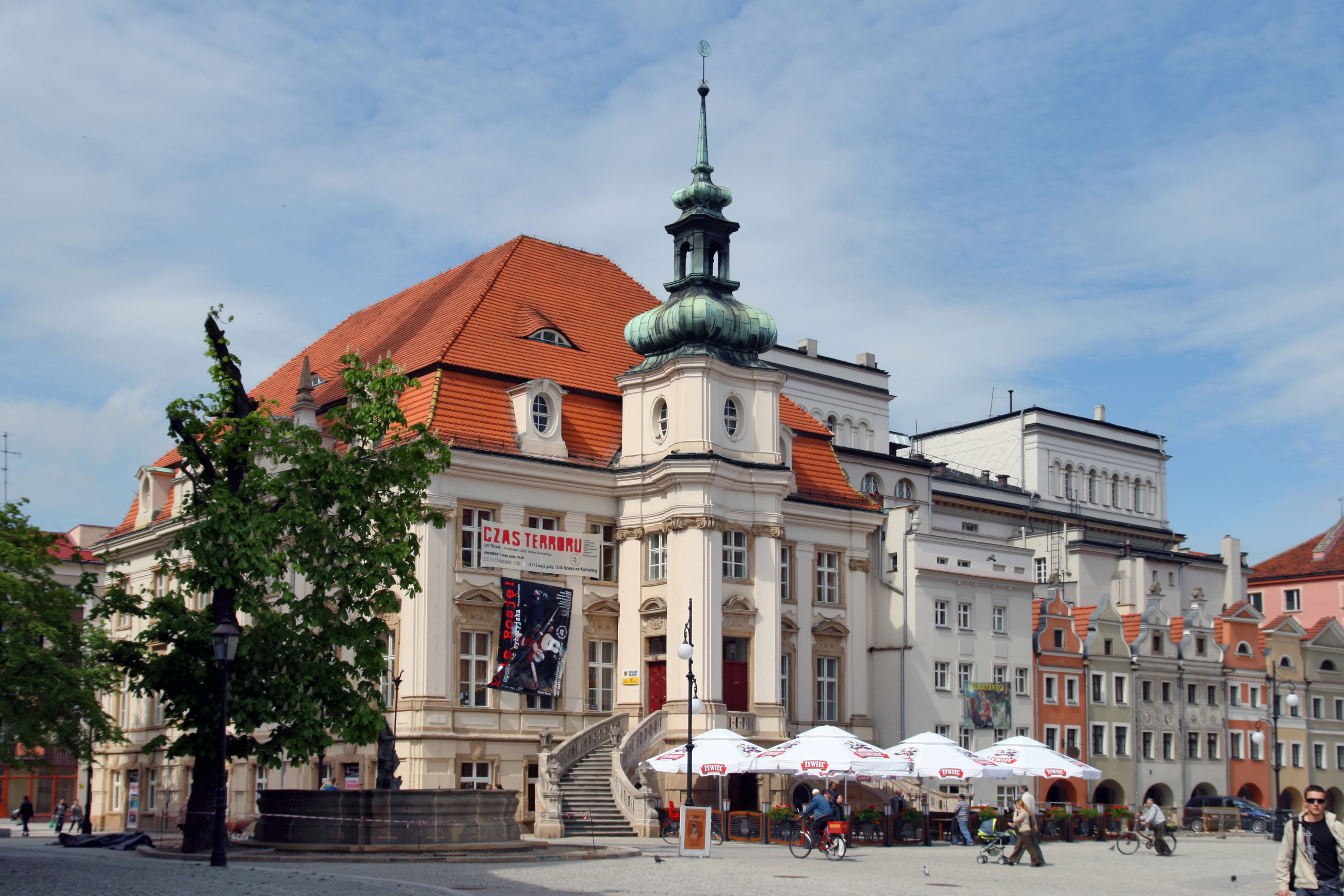
A Câmara Municipal Velha em Legnica

A Câmara Municipal Velha em Legnica  – construída nos anos 1737-1741 no estilo barroco. Inicialmente foi a sede das autoridades municipais, em 1928 foi adaptada para a sede dum teatro. Atualmente fica ali a administração do teatro e a guarda-roupa de atores. 

## Galeria

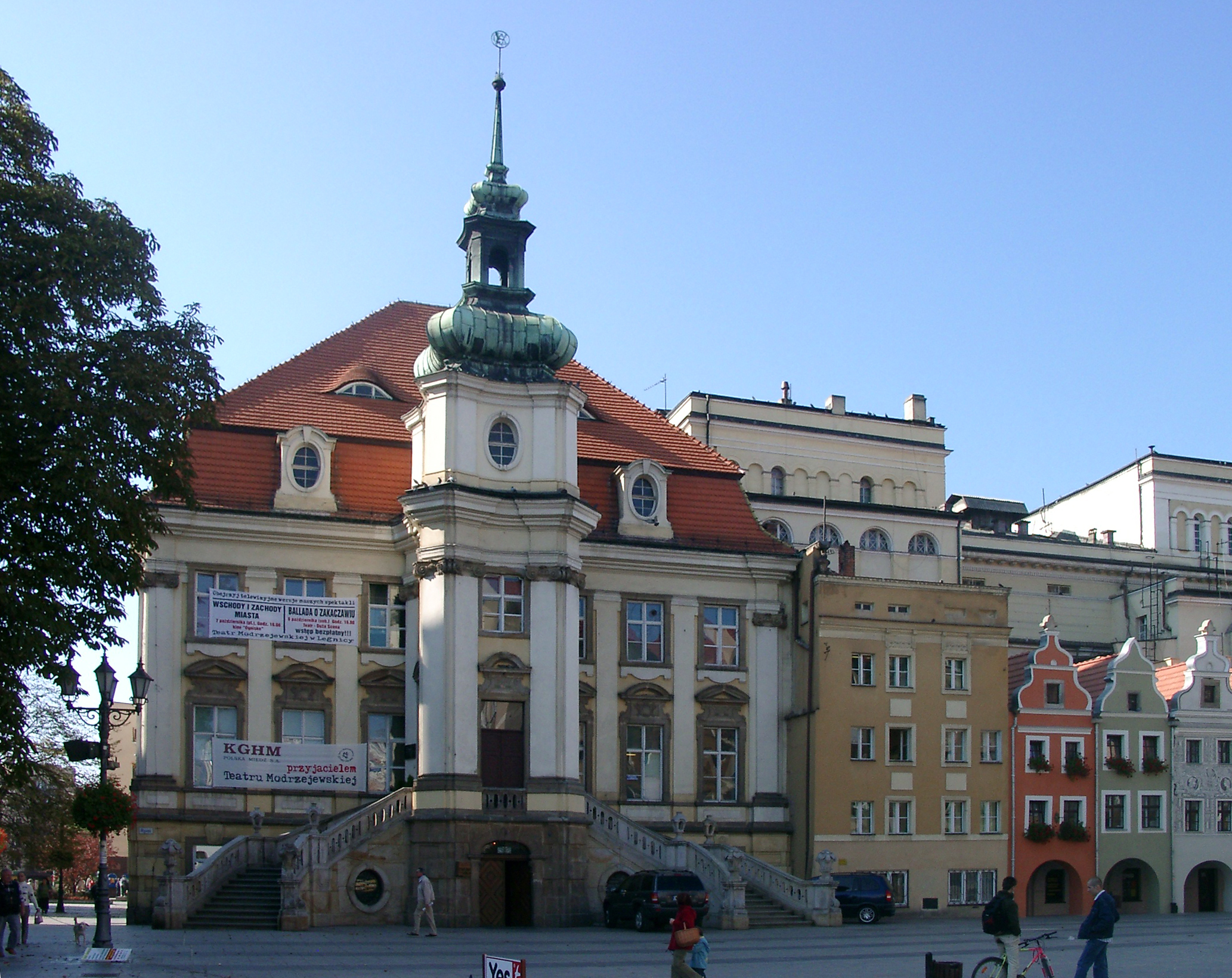
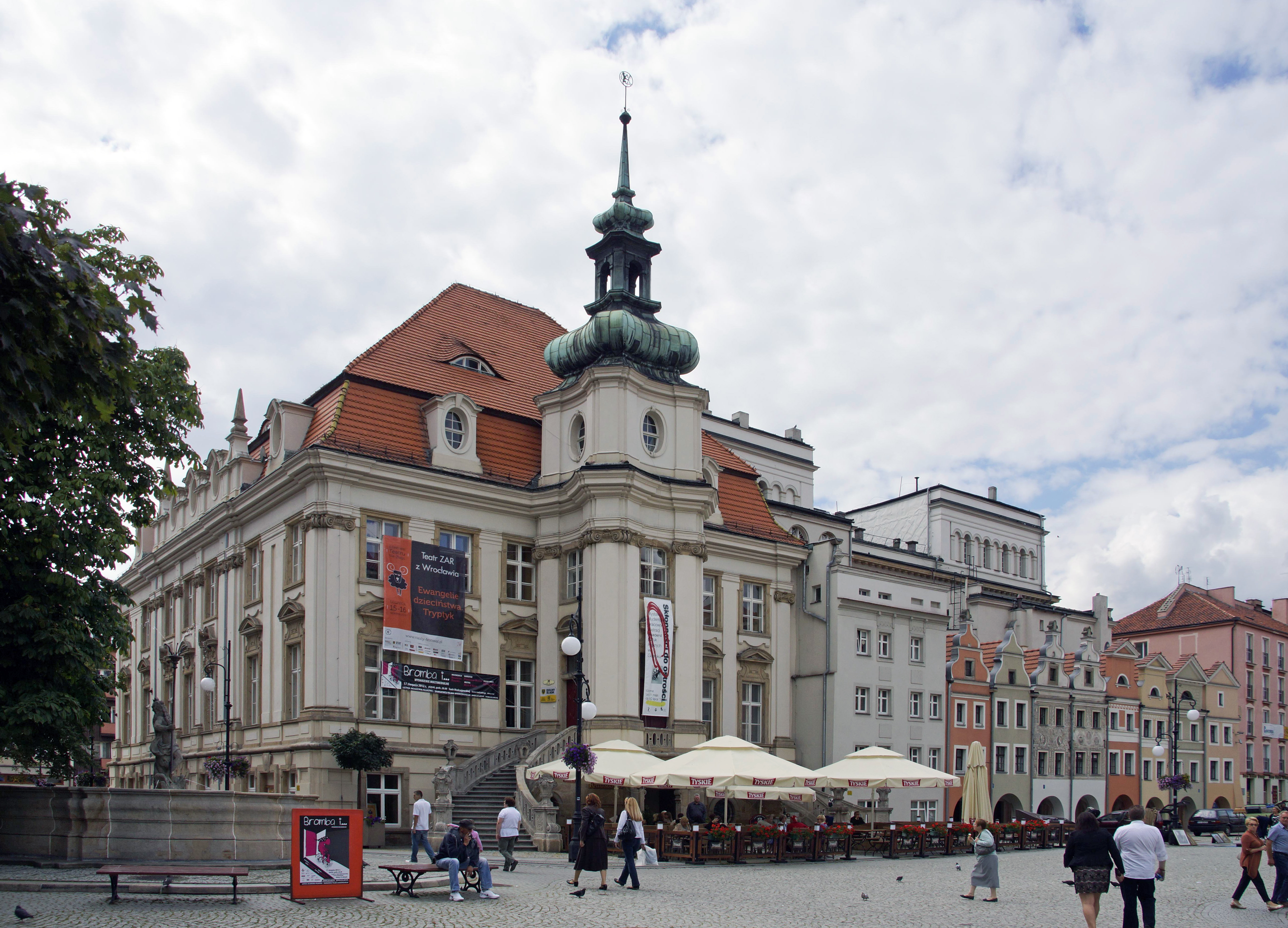
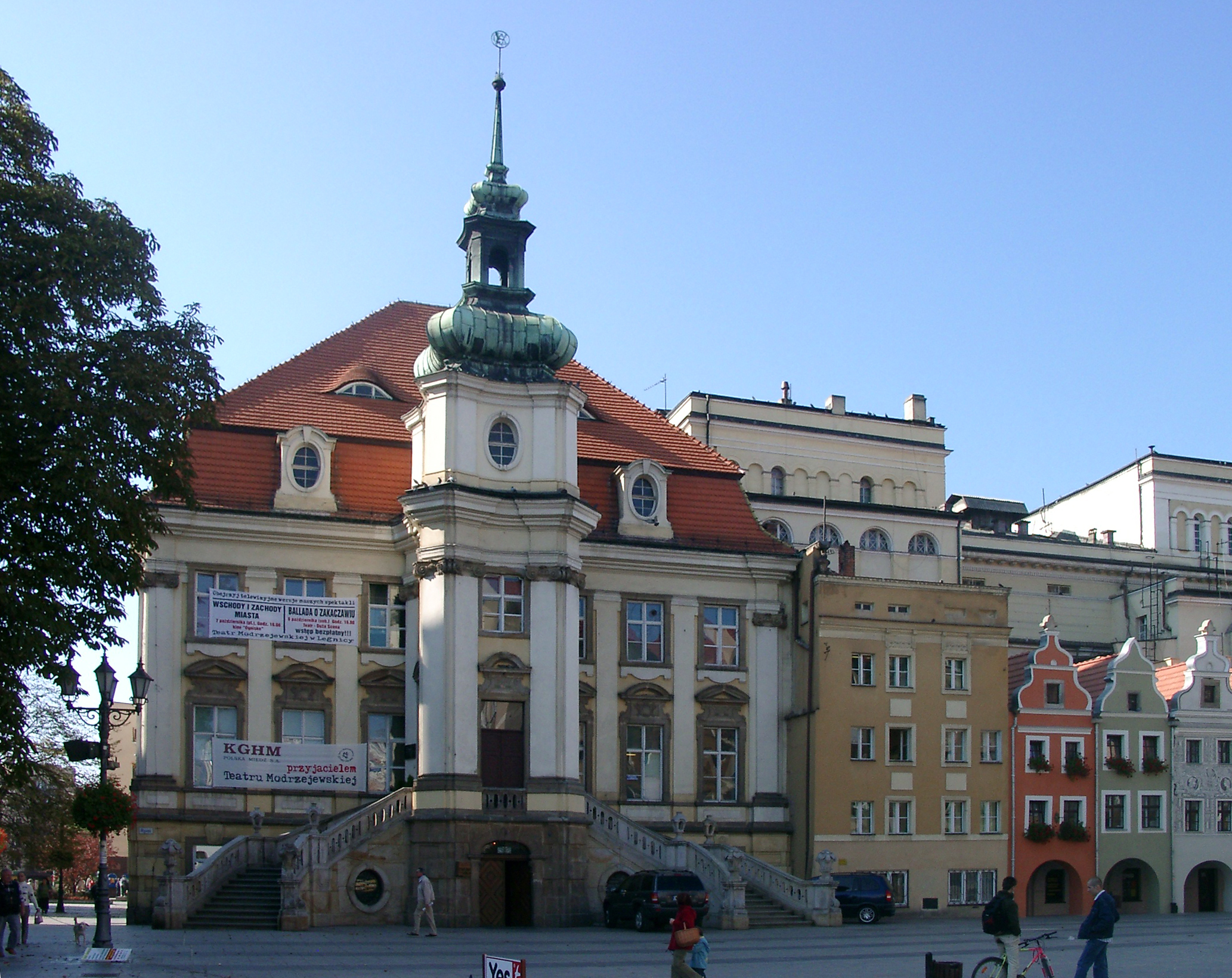
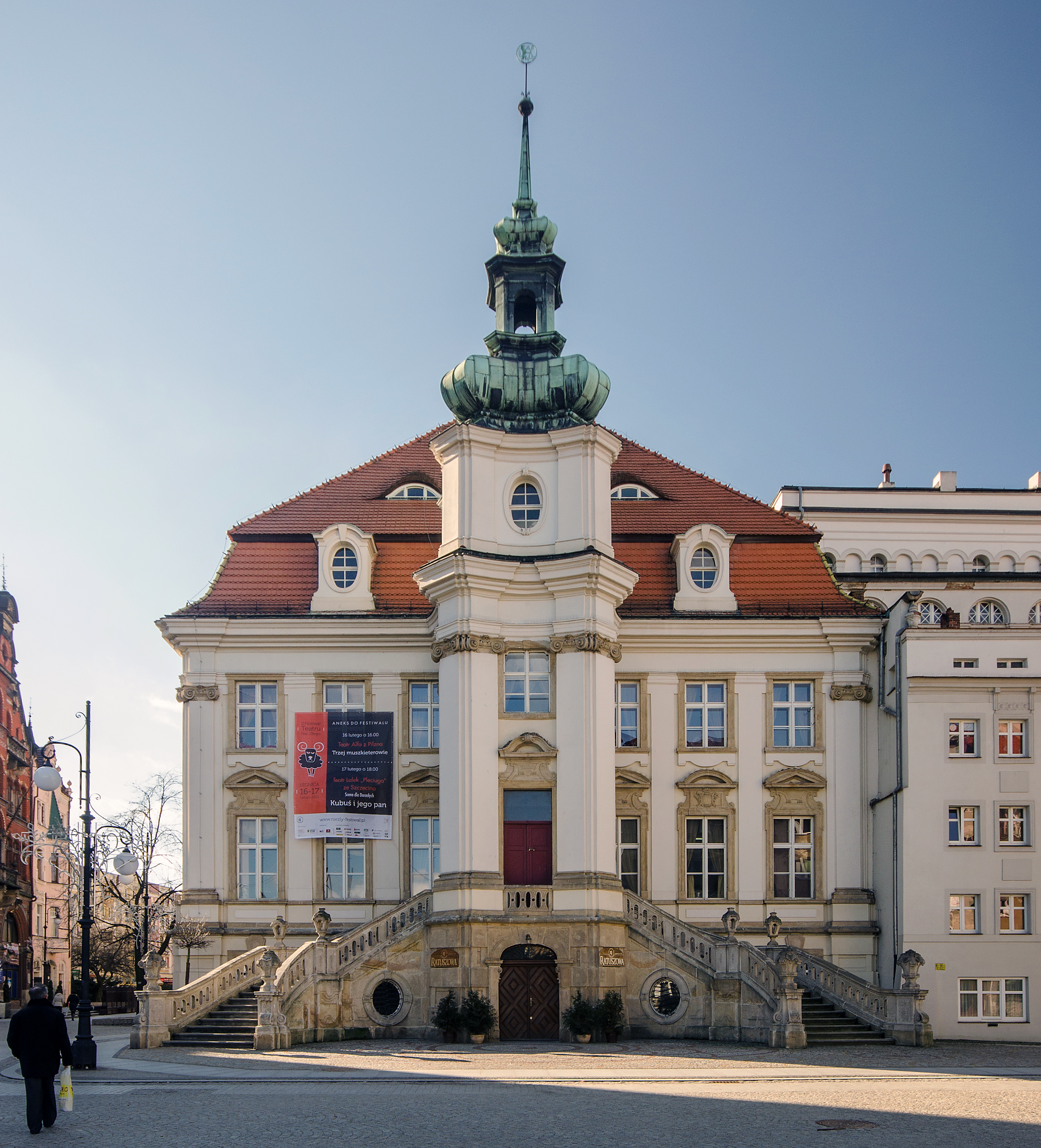
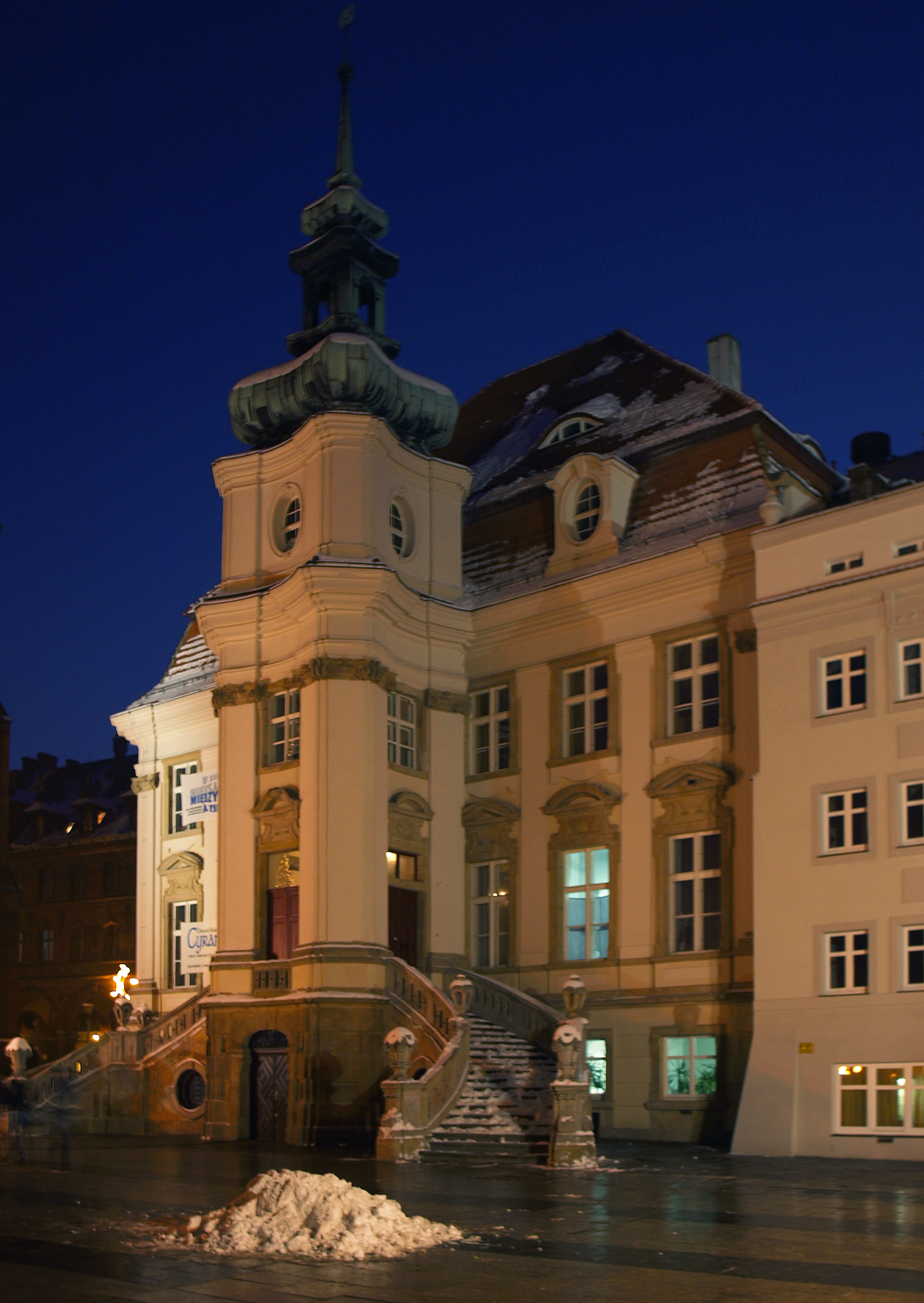

## História
A primeira Camara Municipal de madeira em Legnica foi construída no século XIV na base da regalia do príncipe Boleslau III Generoso. Este edifício, também como o de tijolo, estava destruído nos incêndios. O edifício atual foi emergido nos anos 1737-1741 sob a direção de Franz Michael Sheerhofer, como um fragmento da urbanização do Mercado. A primeira sessão do conselho municipal teve lugar no dia 15 de Maio de 1741 e última - 164 anos depois - no dia 8 de Abril de 1905. O objeto foi reconstruído em 1836, e seguidamente nos anos 1926-1928 para as necessidades do teatro. A construção foi renovada nos anos 1960-1960 e ultimamente nos anos 1977-1978.
Pela decisão de conservador provincial de monumentos do dia 29 de Março de 1949 o edifício foi inscrito ao registro dos monumentos.

## Arquitectura
O edifício no estilo barroco tem 3 tramos, o corredor vasto e 3 andares. No eixo da construção fica o avant-corps sublinhado por duas escadarias no exterior. A bossagem do rés-do-chão sustenta umas pilastras que dividem a elevação. O sólido está coberto pelo telhado gambrel com lucarnas, o avant-corps de capacete na forma de cebola. A Câmara Municipal Velha está atualmente integrada com o edifício do teatro da parte Norte. No seu interior fica a administração do Teatro de Helena Modrzejewska em Legnica e guarda-roupa de atores.